# Jeimy Bernárdez
Jeimy Julissa Bernárdez Santos (* 3. September 1986 in Tela) ist eine ehemalige honduranische Leichtathletin, die im Sprint und Hürdenlauf an den Start ging. Aktuell ist sie Inhaberin des Landesrekordes über 100 m Hürden.

## Sportliche Laufbahn
Erste internationale Erfahrungen sammelte Jeimy Bernárdez vermutlich im Jahr 2004, als sie bei den Junioren-Zentralamerikameisterschaften in San José in 12,82 s die Bronzemedaille im 100-Meter-Lauf gewann und in 15,69 s die Silbermedaille über 100 m Hürden gewann. Anschließend schied sie bei den CAC-Juniorenmeisterschaften in Coatzacoalcos mit 12,79 s im Vorlauf über 100 Meter aus und belegte in 15,31 s den siebten Platz im 100-Meter-Hürdenlauf. Daraufhin schied sie bei den Ibero-Amerikanischen Meisterschaften in Huelva mit 12,64 s und 15,78 s jeweils im Vorlauf in beiden Disziplinen aus, ehe sie bei den Zentralamerikameisterschaften in Managua in 15,06 s die Goldmedaille über 100 m Hürden gewann und sich über 100 Meter in 12,60 s die Bronzemedaille hinter den Belizerinnen Tricia Flores und Kaina Arzu sicherte. Im Jahr darauf verteidigte sie bei den Zentralamerikameisterschaften in San José mit neuem Meisterschaftsrekord von 14,72 s ihren Titel über 100 m Hürden und belegte in 12,80 s den fünften Platz über 100 Meter. Zudem gelangte sie mit der honduranischen 4-mal-100-Meter-Staffel mit 53,76 s ebenfalls auf Rang fünf. Anschließend schied sie bei den Weltmeisterschaften in Helsinki mit 14,78 s in der ersten Runde über 100 m Hürden aus. 2006 siegte sie in 14,18 s im Hürdenlauf bei den Zentralamerikaspielen in Managua und gewann mit der 4-mal-100- und 4-mal-400-Meter-Staffel in 49,51 s bzw. 4:47,89 min jeweils die Silbermedaille. Anschließend belegte sie bei den Ibero-Amerikanischen Meisterschaften in Ponce in 14,28 s den siebten Platz im Hürdenlauf, ehe sie bei den U23-NACAC-Meisterschaften in Santo Domingo mit 14,21 s auf den siebten Platz gelangte. Daraufhin schied sie bei den Zentralamerika- und Karibikspielen in Cartagena mit 14,04 s im Vorlauf über 100 m Hürden aus. Im Jahr darauf siegte sie in 14,42 s erneut über 100 m Hürden bei den Zentralamerikameisterschaften in San José, ehe sie bei den NACAC-Meisterschaften in San Salvador in 13,96 s den fünften Platz belegte. Anschließend kam sie bei den Panamerikanischen Spielen in Rio de Janeiro mit 14,05 s nicht über den Vorlauf hinaus, ehe sie bei den Weltmeisterschaften in Osaka mit 14,35 s in der ersten Runde ausschied. 2008 belegte sie bei den Ibero-Amerikanischen Meisterschaften in Iquique in 14,28 s den siebten Platz und anschließend wurde sie bei den U23-NACAC-Meisterschaften in Toluca in 13,83 s Vierte. Daraufhin nahm sie dank einer Wildcard an den Olympischen Sommerspielen in Peking teil und schied dort mit 14,29 s in der Vorrunde aus.
2009 siegte sie in 14,32 s über 100 m Hürden bei den Zentralamerikameisterschaften in Guatemala-Stadt und anschließend schied sie bei der Sommer-Universiade in Belgrad mit 14,06 s im Vorlauf aus. Daraufhin schied sie bei den Weltmeisterschaften in Berlin mit 14,53 s in der ersten Runde aus. Im Jahr darauf wurde sie bei den Ibero-Amerikanischen Meisterschaften in San Fernando disqualifiziert und verpasste dann bei den CAC-Spielen in Mayagüez mit 14,27 s den Finaleinzug. Zudem siegte sie bei den Zentralamerikaspielen in Panama-Stadt in 14,55 s und verteidigte bei den Zentralamerikameisterschaften in Guatemala-Stadt in 14,63 s ihren Titel und wurde über 100 Meter disqualifiziert. 2011 siegte sie bei den Zentralamerikameisterschaften in San José in 14,85 s im Hürdenlauf und sicherte sich im 100-Meter-Lauf in 12,14 s die Bronzemedaille hinter Kaina Martínez aus Belize und der Panamaerin Ruth Hunt. Anschließend schied sie bei den CAC-Meisterschaften in Mayagüez mit 14,64 s im Vorlauf aus, ehe sie bei den Studentenweltspielen in Shenzhen mit 14,27 s nicht über die Vorrunde hinauskam. Daraufhin schied sie bei den Weltmeisterschaften in Daegu mit 14,45 s in der ersten Runde aus und verpasste dann bei den Panamerikanischen Spielen in Guadalajara mit 13,92 s den Finaleinzug. Im Jahr darauf belegte sie bei den Ibero-Amerikanischen Meisterschaften in Barquisimeto in 14,10 s den sechsten Platz, ehe sie bei den Zentralamerikameisterschaften in Managua in 13,99 s die Goldmedaille gewann. Daraufhin nahm sie erneut an den Olympischen Sommerspielen in London teil und schied dort mit 14,36 s in der ersten Runde aus. 2013 siegte sie in 14,42 s über 100 m Hürden bei den Zentralamerikaspielen in San José und belegte über 100 Meter in 12,47 s den fünften Platz. Im selben Jahr beendete sie dann ihre aktive sportliche Karriere im Alter von 27 Jahren.

## Persönliche Bestleistungen
- 100 Meter: 12,14 s (−0,6 m/s), 24. Juni 2011 in San José
- 100 m Hürden: 13,83 s (−0,6 m/s), 18. Juli 2008 in Toluca (honduranischer Rekord)
  - 60 m Hürden (Halle): 8,52 s, 21. Februar 2009 in Sevilla (honduranischer Rekord)